# 阿田和郵便局
阿田和郵便局（あたわゆうびんきょく）は、三重県南牟婁郡御浜町阿田和松原4926-12にある郵便局。民営化前の分類では集配特定郵便局であった。

## 沿革
- 1874年（明治7年）2月23日 - 阿田和郵便取扱所として開設[1]。
- 1875年（明治8年）1月1日 - 阿田和郵便局（五等）となる。
- 1885年（明治18年）10月16日 - 貯金取扱を開始。
- 1891年（明治24年）2月1日 - 為替取扱を開始。
- 1975年（昭和50年）2月26日 - 電話交換および和文電報配達業務を三重御浜電報電話局に移管[2]。
- 1995年（平成7年）3月6日 - 神志山郵便局（〒519-51→〒519-52）[3]から集配業務の一部[4]を移管。
- 2007年（平成19年）10月1日 - 民営化に伴い、併設された郵便事業熊野支店阿田和集配センターに一部業務を移管。
- 2012年（平成24年）10月1日 - 日本郵便株式会社発足に伴い、郵便事業熊野支店阿田和集配センターを阿田和郵便局に統合。
- 2015年（平成27年）2月2日 - 尾呂志郵便局から「519-53xx」区域の集配業務を移管。

## 取扱内容
- 郵便、印紙、ゆうパック、内容証明
- 貯金、為替、振替、振込、国際送金、国債、投資信託
- 生命保険、バイク自賠責保険
- ゆうちょ銀行ATM（管轄はゆうちょ銀行名古屋支店）
- 「519-52xx」「519-53xx」区域（南牟婁郡御浜町全域）の集配業務

## 周辺
- 御浜町役場
- 御浜町民サービスセンター
- 御浜町立阿田和小学校
- 七里御浜
- 道の駅パーク七里御浜
- 御浜町中央公民館
- 紀南病院
- 尾呂志川

## アクセス
- JR紀勢本線 阿田和駅から南へ約300m（徒歩約5分）
- 三重交通 紀南病院前停留所下車
- 国道42号沿い
- 駐車場あり：4台